# 波氏星蕨
波氏星蕨（学名：Microsorium brachylepis）为水龍骨科星蕨屬下的一个种。

## 扩展阅读
- 維基物種上的相關：波氏星蕨